# Sinsacate
Sinsacate es una localidad del centro-norte  de la provincia de Córdoba, Argentina, ubicada en el sur del departamento Totoral. 
Se encuentra situada a la vera del Antiguo "Camino Real" que unía Buenos Aires con el Alto Perú en épocas del Virreinato del Río de la Plata, sobre un ramal del ferrocarril de cargas General Belgrano, y también sobre la Ruta Nacional 9 donde se despliega una gran cantidad de comercios la mayoría vinculados con el sector agro comercial.
La localidad dista de la ciudad de Córdoba 55 km y se encuentra a 4 km de la Ciudad de Jesús María, a 9 km de la Ciudad de Colonia Caroya y a 30 km de la Ciudad Cabecera Departamental Villa del Totoral.

## Historia

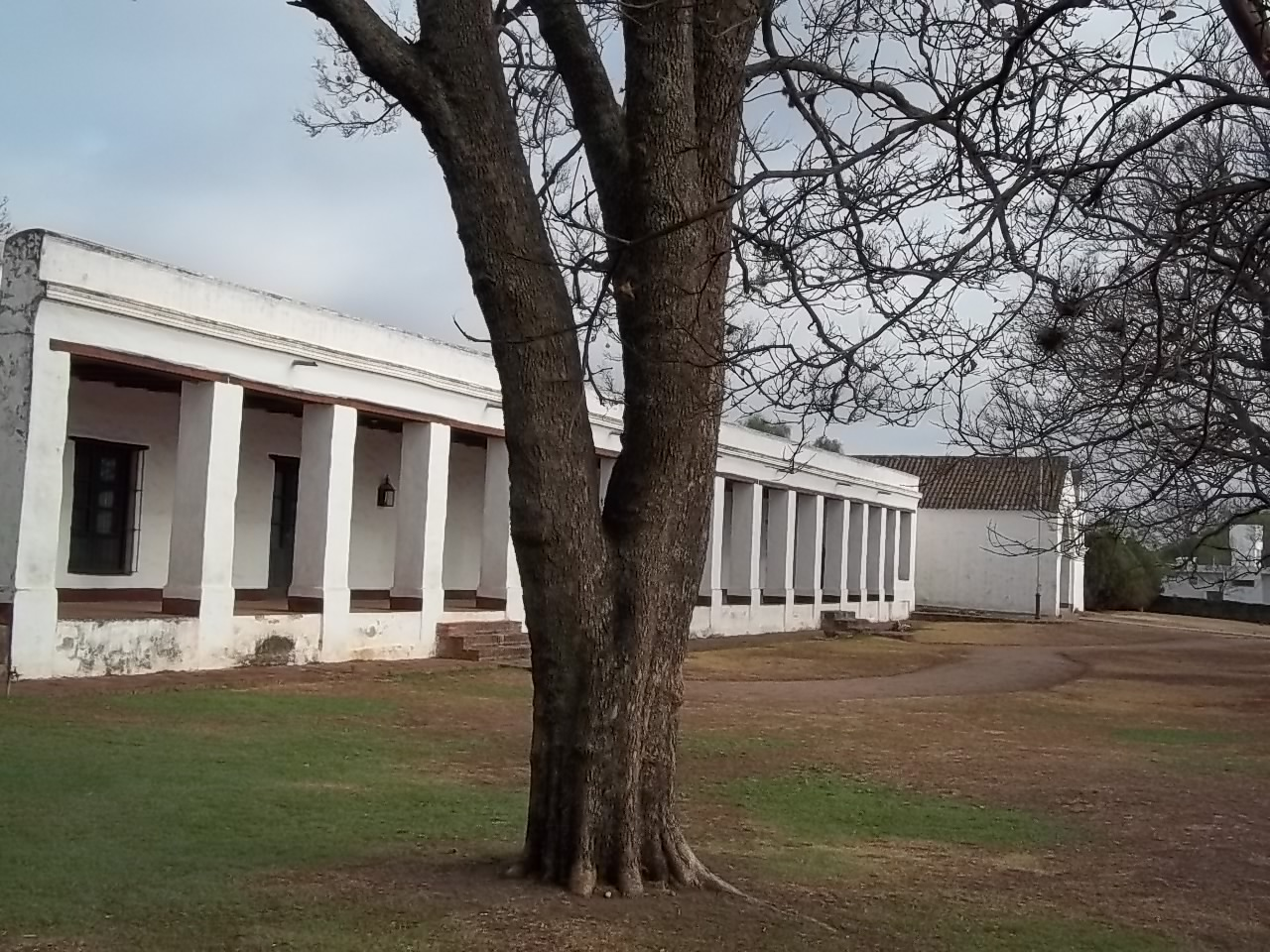
Edificio de la Posta de Sinsacate, declarado Monumento Histórico Nacional en 1941, y restaurado por el arq.Mario J. Buschiazzo.

Esta comarca fue lugar de parada de la expedición fundadora de Córdoba en 1573. Años más tarde fueron entregadas en merced al capitán Miguel de Ardiles, uno de los cofundadores de Córdoba. A principios del siglo XVIII fue dueño de la merced el maestre de campo Alonso de Herrera y Velasco, continuando con la heredad sus descendientes, entre ellos, Fernando de Herrera y Velasco.
La estancia en esos tiempos fue conocida como San Pablo de Sinsacate, según inventario realizado en 1720. Transcurrido cierto tiempo, la estancia pasó diversas dificultades, algunas de carácter económico, ya que fue puesta en censo a favor del monasterio de Santa Catalina de Siena, y del convento de San Francisco. De allí partió un largo pleito judicial donde pretendió ser parte la Compañía de Jesús; aunque sin conseguirlo. Según una versión, en 1750 la localidad formaba parte de la estancia de Jesús María con el nombre de Puesto de San Pablo de Sinsacate. Los jesuitas habrían construido una capilla contigua y un molino harinero,
En 1762, la estancia fue adquirida por Juan Jacinto de Figueroa, por lo que perteneció durante varias generaciones a su familia. A fines del siglo pasado, parte de la propiedad fue transferida a Nemesio González, familia dueña de la vecina posta de Los Talas.

### La Posta de Sinsacate

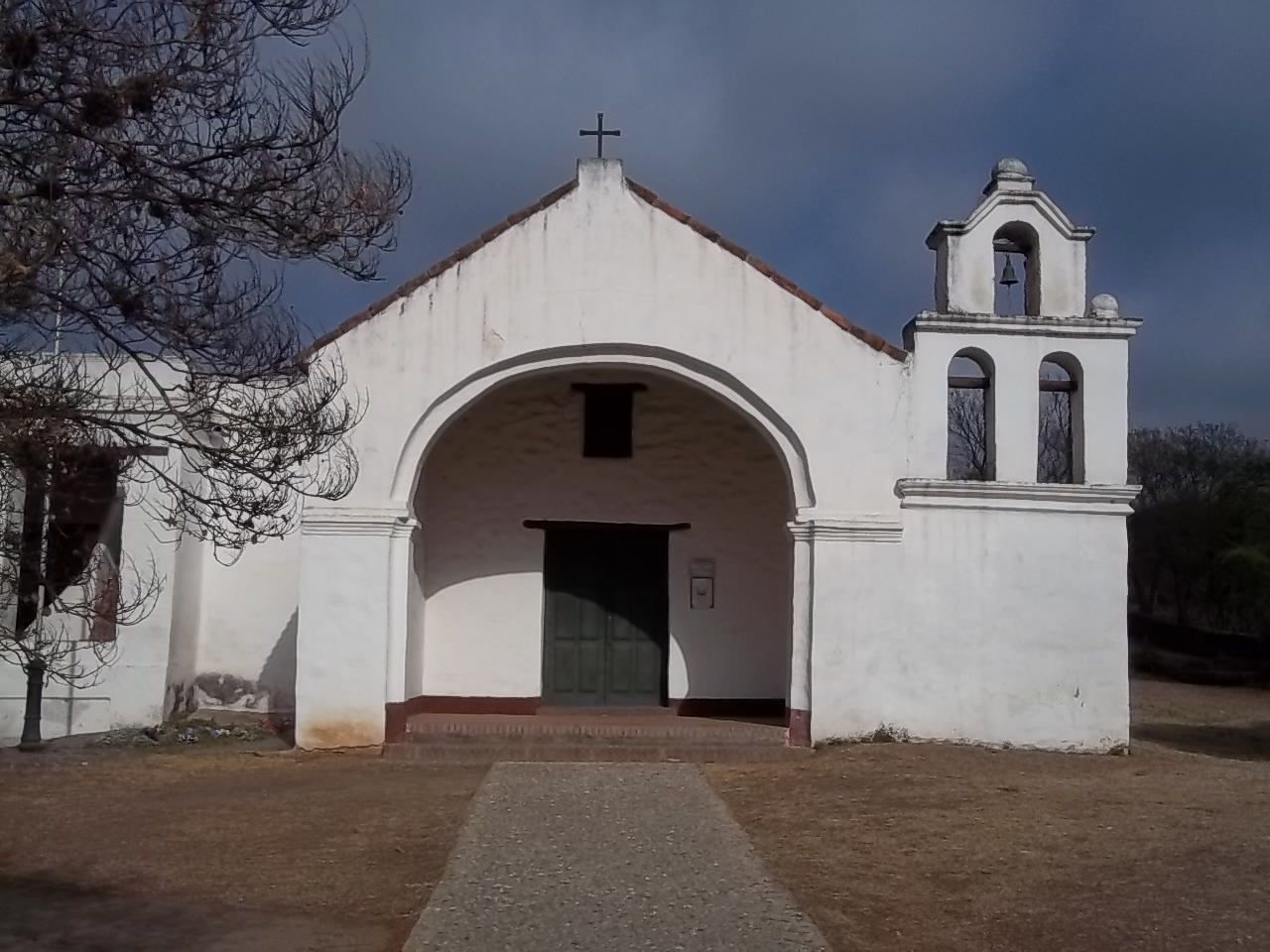
La capilla de la Posta de Sinsacate, donde fue velado el general Juan Facundo Quiroga luego de su asesinato en Barranca Yaco.

Al instalarse en 1762 el servicio de postas, Sinsacate cumplió esa función hasta fines del siglo XIX, cuando desaparecieron esos establecimientos por la llegada del ferrocarril.
Por aquí transitaron encumbrados personajes, desde la época colonial hasta llegado el período independiente. La posta de Sinsacate fue testigo del paso de los ejércitos patriotas que marchaban al Alto Perú, y también del general José de San Martín cuando marchó para hacerse cargo del Ejército del Norte. San Martín recibió en esta posta ayuda de caballada por parte de José Javier Díaz, dueño de la estancia cercana de Santa Catalina.
En la capilla de la Posta de Sinsacate fueron velados los restos del general Juan Facundo Quiroga y de su secretario, Dr. José Santos Ortiz, luego de su asesinato en el cercano paraje de Barranca Yaco, antes de ser trasladados a la ciudad de Córdoba.
También en Sinsacate, tuvo estadía en 1840 el general Juan Lavalle, cuando iba derrotado a su trágico destino final en la ciudad de Jujuy, siendo asesinado al año siguiente.
En el año 1941, el edificio de la estancia y posta de Sinsacate fue declarado Monumento Histórico Nacional; y en 1946 las edificaciones fueron restauradas bajo la dirección del arquitecto Mario J. Buschiazzo, manteniendo sus líneas originales: una extensa galería a la que dan acceso varias habitaciones. La capilla conservó en esa restauración su planta primitiva.

## Símbolos
Escudo Municipal
Como en el caso de muchos otros escudos cordobeses, el escudo  de Sinsacate fue diseñado por Alejandro Moyano Aliaga. El diseño original del año 1986 fue aprobado el 7  de julio de 1987. El dibujante del escudo fue el arquitecto Omar Andrés Demarchi.
Tiene forma cuadrilonga con base redondeada. Cortado. Así lo describía el sitio sobre Heráldica de Walter van Meegroot: «Trae en el primer cuartel sobre tapiz de sinople la imagen de plata forro de sable de un  monumento y una estrella de plata en lo alto a la siniestra. Trae en el segundo cuartel sobre tapiz de sable una capilla y su galería de plata forro de sable». Trechor de gules. Como timbre un sol naciente de oro con nueve rayos triangulares cortos.
Tomando como base la misma fuente, esta sería la simbología del escudo: 
El primer campo simboliza el progreso y la emancipación de los hombres de hoy y del mañana; el campo cortado en dos representa el pasado y el futuro. Al norte se encuentra la Estrella de Plata que indica el Camino  Real al Alto Perú. El contorno rojo que bordea el escudo señala la independencia de esta comunidad. Vemos un monumento en forma de i latina que significa las industrias a instalarse en la zona con la figura de un hombre y una mujer. Los escalones representan el crecimiento industrial y comercial para el siglo XXI. En el segundo campo tal cual se ve hoy podemos observar la fachada y el corredor de la antigua Posta de Sinsacate junto a la antigua casa del mismo nombre: se  indica así su pasado histórico.  El color verde en el campo indica la esperanza de un pueblo. En su parte superior se encuentra el sol naciente que alude a la prosperidad.
Bandera Local
La bandera de Sinsacate fue creada mediante concurso público, siendo el diseño ganador el perteneciente a Jonathan y Delfina Correa, vecinos de la localidad. 
El color verde representa la Posta de Sinsacate, este color es referencial al descanso, asimismo el color verde hace alusión a la importantísima actividad agropecuaria ligada a la localidad, presente en los campos y comercios. Finalmente el color verde tal cual se plasma en el escudo municipal representa a la esperanza del pueblo. El color celeste hace alusión al color utilizado en las banderas nacional y provincial, como claro símbolo de pertenencia e integración a la República Argentina y a la Provincia de Córdoba. El color blanco representa la paz, la tranquilidad y la unión de los vecinos de la localidad asimismo identifica la fusión entre las culturas de los descendientes criollos e inmigrantes italianos radicados en la localidad.
El símbolo ubicado en la parte central, identifica al Camino Real, la Forma circular de este símbolo representa una rueda de carreta, antiguo medio de transporte en la época de esplendor del Camino Real. El sol por si solo representa la prosperidad. 
El color dorado representa la riqueza y grandeza de la localidad en cuanto a lo cultural, historio, económico y social.

## Economía
Las principales actividades económicas son la agricultura y el comercio. La jurisdicción de Sinsacate abarca los terrenos lindantes a la RN 9, son éstos los lugares donde se sitúan los principales establecimientos agrícolas como plantas de silos, locales de venta de maquinaria agrícolas y de semillas, etc. Donde se destacan empresas reconocidas nacionalmente tales como: Grupo Agroempresa Argentina, Oscar Peman, Copsi, Miru Agricultura, Treachi Chevrolet, Marcuzzi Estructuras Metálicas, entre otros.
Además el turismo también es una importante actividad, debido en gran parte por el legado jesuítico. El mayor de sus atractivos es el Museo Rural Posta de Sinsacate, en donde fueron velados los restos del General Facundo Quiroga y de su secretario, doctor José Santos Ortiz, luego de su asesinato en Barranca Yaco, y antes de ser trasladados a Córdoba. Otro atractivo importante es el antiguo Camino Real que atraviesa el corazón de la localidad y donde se destacan algunas construcciones del siglo XIX y XX. 

## Educación y cultura
Existe en la localidad un Jardín de Infantes, cuyo nombre Leopoldo Aníbal Reyna, en honor a quien fuera Senador por el Departamento Totoral, este instituto de nivel inicial cuenta con 6 salas para tres, cuatro y cinco años, albergando a un total de casi 120 niños. La escuela de nivel primario Coronel Pascual Pringles, creada en el año 1928, actualmente recibe a más de doscientos alumnos, durante el 2015 el entonces Gobernador José Manuel de la Sota inaugura el flamante nuevo edificio para la escuela primaria en el marco de los festejos por las 500 escuelas inauguradas. El IPET 413 es el instituto de nivel medio de la localidad y cuenta con la especialidad Técnica en Mecanización Agropecuaria, desde 2024 cuenta con un moderno edificio construido por el Gobierno de la Provincia de Córdoba e inaugurado por el gobernador Martin Llaryora. En educación para adultos cuenta un centro de educación de nivel medio con especialización en producción de bienes y servicios. En educación rural Sinsacate cuenta con cuatro establecimientos educativos en su jurisdicción, la Escuela Carlos Frías del Paraje San Lorenzo, la Escuela José María Paz del Paraje Belén, la Escuela Capitán Díaz Vélez del Paraje Mula Muerta y la Escuela Juan Bautista Alberdi del Paraje Los Cometierra. El municipio local además suscribió un convenio con la Universidad Nacional de Córdoba y por ello la localidad cuenta con una Universidad Popular.  
Desde 2024 la localidad es sede de un anexo de la Escuela de Suboficiales de la Policía de Córdoba "General Manuel Belgrano" siendo protagonista de la formación de los futuros agentes de seguridad.  
Además de la reconocida Posta de Sinsacate como punto cultural, cuenta con el Museo Ex Combatientes de Malvinas y el Centro Cultural Monseñor Rodríguez donde se encuentra una biblioteca pública y se dictan distintos cursos o talleres culturales.
En la agenda cultural se destacan los tradicionales "Corsos de la Familia" que se llevan a cabo en febrero en la Avenida Leopoldo Reyna. El "Mes Facundiano" es otro de los puntos importantes en el calendario local, se llevan a cabo distintas actividades culturales y deportivas en homenaje al Brigadier General Facundo Quiroga. La peña esperando el 25, que se lleva a cabo todos los 24 de mayo en vísperas de las celebraciones patrias es otro de los eventos característicos. 
Sinsacate es epicentro cada 20 de junio de las celebraciones regionales en honor al General Manuel Belgrano y el Día de la Bandera, replicando cada año el ya tradicional desfile cívico militar con una masiva participación de vecinos e instituciones de la región. Otro punto importe es el Vía Crucis que se lleva a cabo en pascuas sobre el Camino Real donde se conmemora la Pasión de Cristo. Otro evento importante es la fiesta patronal, que tiene lugar cada 12 de agosto en honor a Nuestra Señora de Guadalupe.
Cabe destacar la importante actividad criolla que realizan sus agrupaciones gauchas, Facundo Quiroga, Virgen de la Merced y Coplas del Valle son algunas de ellas. 

## Salud
Sinsacate cuenta con un Centro de Atención Primaria de Salud, de gestión pública, donde se brindan servicios tales como: Medicina Generalista, Enfermería, Odontología, Ginecología, Psicología, Psicopedagogía, entre otras; también se ofrecen servicios de Bioquímica, Fisioterapeuta y Trabajo Social.
Cuenta además con un centro privado de gerontología y un laboratorio de análisis clínicos. 

## Deportes
La localidad cuenta con el histórico Club Social y Deportivo Sinsacate, donde su única actividad deportiva es las bochas, obteniendo  importantes logros a nivel provincial, nacional e internacional.  Además está presente en la localidad Lion Hockey Club, institución creada con el fin del fomento y práctica profesional de hockey, su lema es "solo aquellos que se atreven a fallar en grande pueden lograr algo grandioso". La localidad cuenta con deportistas que se han destacado en distintas áreas deportivas como futbol, ciclismo, hockey, motocross, automovilismo, atletismo, Etc. Sinsacate cuenta con el Circulo de Ajedrez Javier Badia generando un importante espacio de aprendizaje y difusión de esta disciplina. En cuanto a deporte ecuestre se destaca la jineteada con jinetes oriundos de la localidad que la representan a lo largo y ancho del país, participando en algunas ocasiones en el Festival Nacional de Doma y Folklore de Jesús María; también el Equipo de Pato Tigre de los Llanos obtuvo grandes logros como por ejemplo el Campeonato Nacional de Novicios 2024 organizado por la Federación Argentina de Pato.  
Sinsacate es sede del "Rally de las Estancias" evento deportivo que congrega a cientos de ciclistas cada año, generando un gran movimiento en la localidad en cada edición.  

## Seguridad
La localidad cuenta con una comisaría dependiente de la Unidad Regional Departamental Totoral de la Policía de la Provincia de Córdoba, un sección de Policía Caminera y es sede del Escuadrón 65 "Córdoba" de Gendarmería Nacional.  

## Población
Cuenta con 2620 habitantes (Indec, 2022), lo que representa un incremento superior al 100% frente a los 1317 habitantes del censo 2010.
| Gráfica de evolución demográfica de Sinsacate entre 1991 y 2022 |
|                                                                 |
| Fuente: Censos nacionales del INDEC                             |

## Política
Desde la municipalización hasta la actualidad, el Municipio de Sinsacate ha sido y es gobernado por la Unión Cívica Radical, su primer intendente fue el Sr. Alicio Cargnelutti quien fue reelecto en cuatro oportunidades y fue además Legislador Departamental, representando al Departamento Totoral en la Legislatura de la Provincia de Córdoba, en el periodo 2007 - 2011. En las elecciones municipales de 2007 es elegido intendente el Sr. Carlos Alberto Ciprian, perteneciente a la Unión Cívica Radical cargo por el cual fue reelecto en el año 2011, en las elecciones del 14 de junio de 2015, es electo intendente Ruben Ferreyra, también de la UCR. En 2019 es electo nuevamente Carlos Ciprian y reelecto cuatro años más tarde. Existen además otras agrupaciones políticas en la localidad donde se destaca la alianza Hacemos Por Córdoba ocupando bancas en el Concejo Deliberante y representación en el Tribunal de Cuentas.

## Servicios
SERVICIO POSTAL
En octubre de 2016 se inaugura en Sinsacate el nuevo Servicio Postal del correo de bandera, es decir Correo Argentino, con todos los servicios postales, monetarios, telegráficos y de paquetera para la comunidad; Convirtièndose esta oficina postal en cabecera del código postal 5221, brindando servicios a 21 parajes y localidades cercanas, tales como: Mula Muerta; San Pablo; Belén; San Lorenzo; Bajo de Olmos; Santa Catalina; Colonia Hogar; Agua de las Piedras; Cañada Martel; Santa Sabina; Cañada de Rio Pinto; Villa Albertina; Cerro Negro; San Peregrino; Barranca Yaco; Sarmiento; Candelaria Sud; La Ramada; San Jorge, Cabinda; Colaborando asì a mejorar la calidad de vida de los habitantes de las localidad mencionadas.

## Religión
La localidad cuenta con una iglesia en devoción a Nuestra Señora de Guadalupe, advocación de María que llegara al pueblo en caravana de pelegrinos desde México en el año 2000, desde ese momento un grupo de fieles trabajó en la construcción del templo que en la actualidad se luce. Por Ordenanza Municipal son patrones de Sinsacate la Virgen de Guadalupe y San Isidro labrador, quien tiene un histórico oratorio sobre el Camino Real al límite con la ciudad de Jesús María, sus respectivas festividades se celebran cada 12 de agosto y 14 de mayo. 
En la jurisdicción de la localidad se encuentra el Paraje San Pablo donde se encuentra un humilde oratorio propiedad de la familia Ordoñez en honor a la Virgen del Valle, celebrando cada 8 de diciembre eventos religiosos; unos kilómetros más al oeste se encuentra el Paraje Belén donde hay una pequeña capilla que tiene la imagen de Nuestra Señora de la Merced, celebrando este paraje cada 24 de septiembre. 

## Sismicidad
La sismicidad de la región de Córdoba es frecuente y de intensidad baja, y un silencio sísmico de terremotos medios a graves cada 30 años en áreas aleatorias. Sus últimas expresiones se produjeron:
- 22 de septiembre de 1908 (116 años), a las 17.00 UTC-3, con 6,5 Richter, escala de Mercalli VII; ubicación 30°30′0″S 64°30′0″O / -30.50000, -64.50000; profundidad: 100 km; produjo daños en Deán Funes, Cruz del Eje y Soto, provincia de Córdoba, y en el sur de las provincias de Santiago del Estero, La Rioja y Catamarca[2]

- 16 de enero de 1947 (78 años), a las 2.37 UTC-3, con una magnitud aproximadamente de 5,5 en la escala de Richter (terremoto de Córdoba de 1947)[1]

- 28 de marzo de 1955 (70 años), a las 6.20 UTC-3 con 6,9 Richter: además de la gravedad física del fenómeno se unió el desconocimiento absoluto de la población a estos eventos recurrentes (terremoto de Villa Giardino de 1955)

- 7 de septiembre de 2004 (20 años), a las 8.53 UTC-3 con 4,1 Richter

- 25 de diciembre de 2009 (15 años), a las 21.42 UTC-3 con 4,0 Richter